# Gaber (Chorwacja)
Gaber – wieś w Chorwacji, w żupanii krapińsko-zagorskiej, w gminie Desinić. W 2011 roku liczyła 115 mieszkańców.